# Meadia abyssalis
Meadia abyssalis är en fiskart som först beskrevs av Kamohara, 1938.  Meadia abyssalis ingår i släktet Meadia och familjen Synaphobranchidae. Inga underarter finns listade i Catalogue of Life.